# Ravnje, Slovenia
Ravnje este o localitate din comuna Sežana, Slovenia, cu o populație de 54 de locuitori.